# Protapanteles circinus
Protapanteles circinus är en stekelart som först beskrevs av De Saeger 1944.  Protapanteles circinus ingår i släktet Protapanteles och familjen bracksteklar. Inga underarter finns listade i Catalogue of Life.